# Murieta
Murieta es un municipio español de la Comunidad Foral de Navarra, situado en la Merindad de Estella, en la comarca de Estella Oriental y a 56,5 km de la capital de la comunidad, Pamplona.
Inicialmente adscrita a la zona no vascófona por la Ley Foral 18/1986, en junio de 2017 el Parlamento navarro aprobó el paso de Murieta a la Zona mixta de Navarra mediante la Ley foral 9/2017.

## Símbolos

### Escudo
El escudo de armas del lugar de Murieta tiene el siguiente blasón:

Trae de azur y un puente de oro sobre ondas de plata y azur.

## Geografía
La localidad de Murieta está situada en la parte occidental de la Comunidad Foral de Navarra, a una altitud de 465 m s. n. m. Su término municipal tiene una superficie de 4.42 km² y limita al Norte y Este con el monte de Santiago de Lóquiz, al sur con los municipios de Abáigar y Oco y al oeste con los de Legaria y Ancín.

## Demografía
Murieta cuenta con una población de 344 habitantes (INE 2024).
| Gráfica de evolución demográfica de Murieta entre 1842 y 2023                                                       |
| |
| Población de derecho según los censos de población del INE Población de hecho según los censos de población del INE |